# Order Ostu

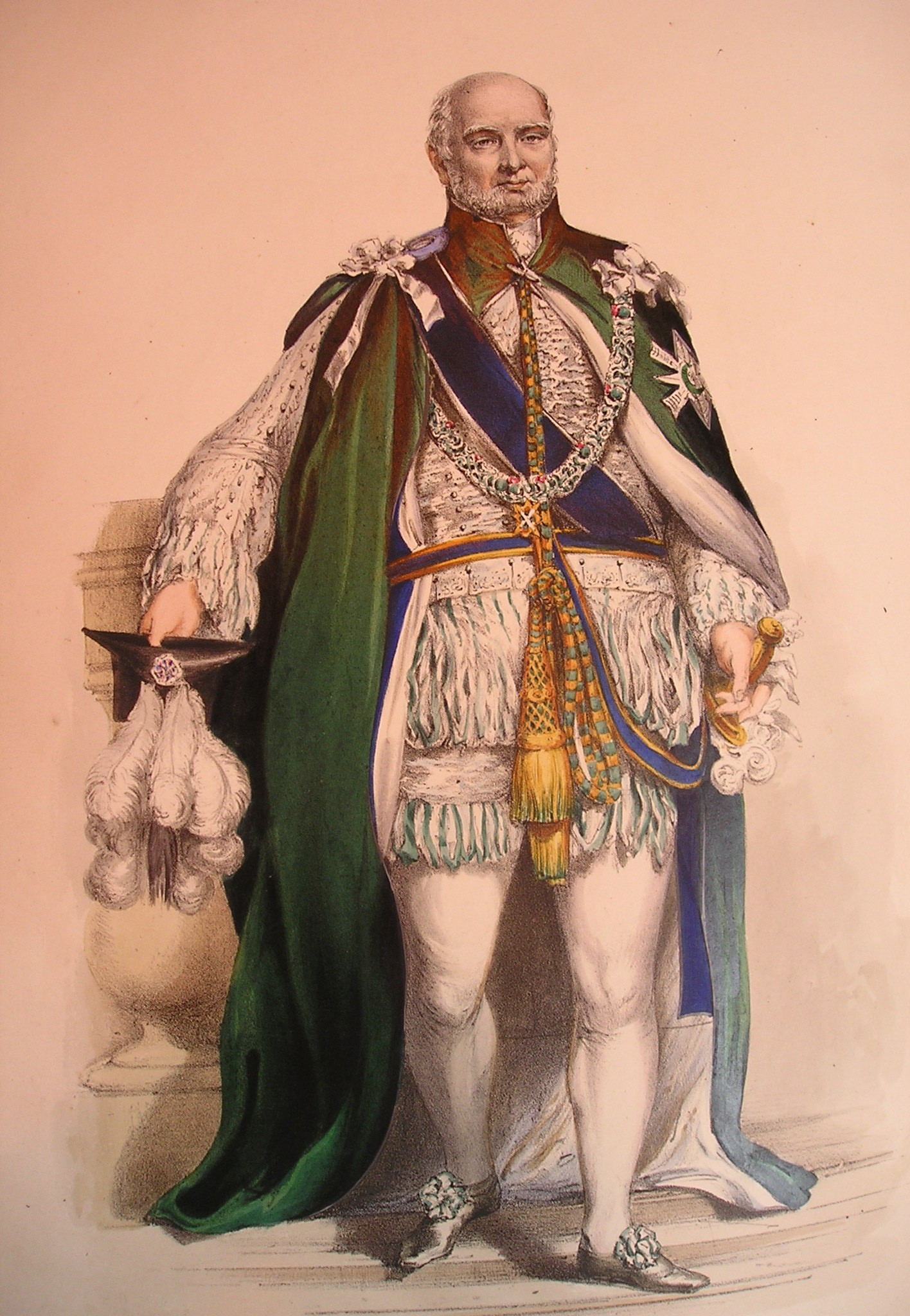
Augustus Frederick, książę Sussexu w stroju kawalera Orderu Ostu

Order Ostu, właśc. Order Wielce Starożytny i Wielce Szlachetny Ostu ang. The Most Ancient and Most Noble Order of the Thistle) – brytyjskie wysokie odznaczenie państwowe, najwyższy order królestwa Szkocji.
Legendarne początki orderu, niekiedy zwanego Orderem Świętego Andrzeja, sięgają VIII wieku, gdy król szkocki Achajus miał ustanowić go dla upamiętnienia zawarcia traktatu z królem frankijskim Karolem Wielkim w roku 809. Istnieje jeszcze kilka innych teorii związanych z powstaniem orderu.
Statutową formę współczesnego orderu nadał Orderowi Ostu król Jakub VII w 1687. Od 1911 miejscem posiedzeń kawalerów i dam orderu jest Thistle Chapel przy katedrze św. Idziego w Edynburgu

## Hierarchia orderowa
Na czele orderu stoi suweren – król Szkocji (obecnie – król Zjednoczonego Królestwa Karol III) jako Wielki Mistrz. Order ma jedną klasę i może go otrzymać jedynie 16 kawalerów i dam urodzonych w Szkocji. Order nadaje monarcha, bez konieczności konsultacji z rządem. Wielki Mistrz ma prawo nadać order kilku nadliczbowym kawalerom (z rodziny królewskiej i zagranicznym głowom państw). W przypadku kawalerów dodatkowych nie obowiązuje konieczność bycia Szkotem z urodzenia.
Prócz kawalerów Order Ostu ma pięciu oficerów-urzędników, którzy nie muszą, ale mogą być wybierani z grona kawalerów:
- The Dean (dziekan) – pastor Kościoła Szkockiego
- The Chancellor (kanclerz) – jeden z kawalerów orderu, niekoniecznie starszych.
- The Usher (odźwierny) – Gentleman Usher of the Green Rod – Szlachetny Odźwierny z Zieloną Laską
- The King of Arms (herold) – będący jednocześnie najwyższym heroldem Szkocji
- The Secretary (sekretarz) – najczęściej ta funkcja łączona jest z funkcją herolda.

## Uroczysty strój orderowy
Uroczysty strój kawalerów Orderu Ostu stanowi zielona peleryna ozdobiona na krawędziach paskami białej tafty, a z lewej strony haftowaną gwiazdą orderu, wiązana złotymi sznurami zakończonymi ozdobnymi chwostami. Stroju dopełnia czarny aksamitny kapelusz stosowany ozdobiony strusimi piórami oraz łańcuch orderowy.

## Symbolika orderu
Głównym emblematem orderu jest narodowa roślina Szkocji – popłoch pospolity, kłujący i podobny do ostu, stąd w polskich tłumaczeniach tak zwany – głównie ze względu na niezbyt bohaterską nazwę oryginalnej rośliny – trudno bowiem wyobrazić sobie „Order Popłochu”. Drugim jest patron Szkocji – św. Andrzej. Dewizą orderu jest łac. dewiza herbowa Szkocji: NEMO ME IMPUNE LACESSIT (NIKT MNIE NIE PROWOKUJE BEZKARNIE).

## Precedencja tytularna
W hierarchii orderów i tytułów Zjednoczonego Królestwa kawalerowie Orderu Ostu stoją poniżej jedynie kawalerów Podwiązki, a powyżej kawalerów Łaźni, św. Patryka i innych. Także żony, dzieci i synowe Rycerzy Orderu zajmują odpowiednie miejsca w precedencji tytułów.
Kawalerowie – Rycerze (Knights) i Damy (Ladies) Orderu mogą używać tytułów odpowiednio „Sir” i „Lady” przed imieniem, żony Rycerzy mogą używać tytułu „Lady” przed nazwiskiem. Rycerze i Damy Orderu mogą ponadto używać po nazwisku skrótów, odpowiednio: KT i LT.

## Odznaczeni
Order, choć niewątpliwie zaszczytny i elitarny, ma właściwie znaczenie tylko lokalne, narodowe, gdyż od 1687 roku odznaczani byli, zgodnie ze statutem orderu, prawie wyłącznie Szkoci i członkowie brytyjskiej rodziny królewskiej. Wśród nielicznych odznaczonych obcokrajowców jest m.in. król Norwegii Olaf V, nie ma żadnego Polaka.
Obecni kawalerowie i damy (stan na 29 maja 2012).
Członkowie rodziny królewskiej:
- królowa Szkocji (suweren Orderu)
- książę Edynburga
- książę Cambridge
- księżniczka Anna

Urodzeni w Szkocji:
- lord Airlie (kanclerz orderu)
- lord Elgin
- lord Arbuthnott
- lord Crawford
- Marion Fraser
- lord Macfarlane
- lord Mackay
- lord Wilson
- lord Sutherland
- Eric Anderson
- lord Steel
- lord Roberston
- lord Cullen
- Garth Morrison
- lord Hope
- lord Patel
- John Crichton-Stuart, III markiz Bute